# Фёдоровка (Атяшевский район)
Фёдоровка — деревня в Атяшевском районе Мордовии. Входит в состав Козловского сельского поселения.

## История
Возникла в конце XIX века. В «Списке населённых мест Симбирской губернии за 1913» Федоровка деревня из 22 дворов Козловской волости Ардатовского уезда.

## Население
| 2002 | 2010 |
| ---- | ---- |
| 2    | →2   |

Национальный состав
Согласно результатам Всероссийской переписи населения 2002 года, в национальной структуре населения русские составляли 50 %, мордва-эрзя - 50%.